# Johannès Galland
Joannès Galland,  né le 15 juillet 1934 à La Seyne, est un syndicaliste français des PTT. De 1975 à 1992, il fait partie du Bureau confédéral de la CGT.

## Biographie
En 1953, âgé de 19 ans, Joannès Galland entre par concours dans l'Administration des PTT. Au cours de la grève de l'été 1953, il adhère à la CGT. Il se définit comme catholique, dit avoir connu les attaches confessionnelles de la CFTC/CFDT, mais ne pas s'être retrouvé dans l'attitude de celle-ci qui, avec Force ouvrière, en pleine grève ont signé des accords avec le gouvernement Laniel. Il n'est seul à adhérer à la première centrale syndicale française. Ainsi à la Fédération CGT des PTT on enregistre 8 000 adhésions au millésime 1953, soit le double de l'année 1952. Parmi ces nouveaux adhérents figure Louis Viannet.
Joannès Galland accède par concours interne au grade d'Inspecteur. Travaillant en Seine-Saint-Denis, il y prend des responsabilités syndicales, au niveau interprofessionnel. En 1972, alors qu'il est l'un des secrétaires de l'Union départementale (UD) CGT de ce département, chargé de la « propagande », il est élu à la Commission exécutive de la CGT.
En juin 1975, il est élu au Bureau confédéral de la Confédération générale du travail. Il reste dans cette instance jusqu'en janvier 1992. Il avait en charge le secteur international de la Confédération.

### Responsable du secteur international de la CGT, 1975-1992
Dans cette responsabilité, il succède à un autre postier, René Duhamel. La période durant laquelle il détient le secrétariat international est celle de modifications majeures tant au niveau de la CGT qu'au niveau de l'équilibre des forces internationales. Joannès Galland y tient un rôle non négligeable. Parallèlement son itinéraire politique le conduit à adhérer en septembre 1989 au Parti communiste français Cela n'est pas sans influer sur sa position au sein de la Confédération, où depuis 1948 une règle tacite fait qu'il y a parité, au sein du Bureau confédéral de la Confédération générale du travail, entre les adhérents au PCF et les « non-communistes »Mais de fait depuis 1980, rien dans les positionnements politiques de Joannès Galland ne le différencie de la plupart des membres du Bureau confédéral connus pour leur appartenance au PCF.
Le moment de son accession au Bureau confédéral coïncide avec la prise de distance de la CGT vis-à-vis de la Fédération syndicale mondiale (FSM). Lorsqu'en 1978, la Cgt décide de ne plus participer à la direction de celle-ci, la réintégration de Pierre Gensous au sein de la direction confédérale restreint la couverture géographique de Joannès Galland aux seuls pays « capitalistes ».
Dans ce domaine la gestion de la position cégétiste vis-à-vis de l'Europe porte à controverse. Épouse-il la politique d'hostilité radicale du PCF sur l'Union européenne, ou prépare-t-il les évolutions de la CGT, qui depuis 1974 demande son adhésion à la Confédération européenne des syndicats (CES) ?
D'autres points marquent l'activité du secrétaire international.
- Ainsi le 16 septembre 1981, il figure dans la délégation française qui participe à la 36e Assemblée générale de l'ONU. Claude Cheysson fait remarquer dans la presse[9] le caractère pionnier de cette mesure d'inclure des syndicalistes (Jacques Chérèque pour la CFDT et Jean Rouzier pour Force ouvrière) dans une délégation à ce niveau.
- À l'automne 1984, il s'occupe du soutien à apporter aux mineurs britanniques en grève contre la politique de privatisations menée par Margaret Thatcher. Il participe activement au collectif Solidarité Mineurs[10].
- Il siège à la Commission consultative de l'Organisation internationale du travail[11].
- En 1990-1991, Joannès Galland est chargé de répercuter dans les médias français l'opposition de la CGT à la Guerre du Golfe[12].

Lors du 44e Congrès de la Confédération, tenu en 1992, Joannès Galland quitte le Bureau confédéral, mais demeure pour trois années à la Commission exécutive. Alphonse Véronèse le remplace à la tête du secteur « International », tandis qu'il se voit attribuer la Présidence de l'Union confédérale des retraités CGT.

## Iconographie
Comme les quatre autres « nommés »L'Humanité publie en 1975 une photo de Joannès Galland, nouvel élu au Bureau confédéral.